# Овчарово – гората
Овчарово – гората е раннонеолитно селище в Североизточна България, разположено на 8 километра югоизточно от град Търговище, между селата Овчарово и Руец, и на около километър западно от известната селищна могила Овчарово. Неолитното селище е разположено на левия бряг на същата река, до която е разположена и селищна могила Овчарово.

## История на разкопките
Разкопките на раннонеолитното селище започват през 1974 г. като спасителни разкопки при строежа на водопровод, който преминава през обекта. Разкопките се ръководят до 1979 г. от Илка Ангелова от музея в Търговище, която публикува първите данни. 27 години след приключване на теренните работи обработката на резултатите бе възложена на немско–българския археолог Райко Краус от научния консултант на разкопките, Хенриета Тодорова. Овчарово – гората се вписва в един регион с висока концентрация на селища от ранния неолит до халколита по северния склон на Преславската планина, който става известен, благодарение на интензивните археологически проучвания. Селището е разположено на една издадена льосова тераса, която се издига над долината и се снишава от най-високата точка от северозапад при ок. 290 м на югоизток с ок. 10 м. На северозапад от обекта се разпростира една гориста местност, която дава и второто име на обекта „Гората“.
В селището са установени общо четири строителни хоризонта, които според Краус могат да се сведат до максимум две фази на обитаване. Жилищните сгради се състоят от постройки, вкопани от 0,5 до максимум 1 м в земята, чиито стени са изградени от колове и плет. Открити са фрагменти от мазилка с отпечатъци от плет. В къщите са намерени и площадки за огнища направени от изпечена глина които неколкократно са обмазвани с глинена замазк. Една частично разкопана продълговата структура в южната част на селището се интерпретира като укрепителен вал.

## Находки
Типологическият спектър на керамичните съдове от Овчарово – гората може да се причисли към развития български Ранен Неолит. Формите показват значителното съответствие с материалите от хоризонта Караново II в Тракия. На север от р. Дунав материалите от Овчарово-гората могат да бъдат паралелизирани с хоризонта Кърча III в Олтения. От селището са известни най-малко 129 антропоморфни и около 40 зооморфни фигурки, както и многобройни триъгълни паници с крачета – т. нар. „култови масички“. Kолекцията от каменни брадви, кремъчни артефакти и костни инструменти от Овчарово-гората предлага за пръв път представителен поглед върху спектъра на оръдия на едно раннонеолитно селище в Северна България.

## Икономика на селището
Според резултатите от зооложките проучвания на Гюнтер Нобис и Норберт Бенеке, жителите на Овчарово – гората извличат животинският компонент на прехраната си, респективно суровини, главно от две дейности – животновъдство и лов на диви животни. Преобладаващата част в отпадъците от документираната месна храна произхожда от домашните животни. Акцентът сред тях лежи в отглеждането на говеда. Овцете и козите са на второ място по значение като източник на месо, а свинете заемат една подчинена роля. Освен отглеждането на животни, ловната дейност също е засвидетелствана чрез находките от селището. В сравнение с отглеждането на животни, ловът има слабо значение за осигуряването на прехраната. Засвидетелстваните видове диви животни дават представа и за облика на тогавашната околна среда в района на Овчарово – гората. Най-често ловуваният дивеч е благородният елен. По отношение на неговата среда на обитаване благородният елен се отличава с една широка екологична валентност. Той обитава предимно гористи местности с поляни с храсти и билки. Други видове животни, като див кон, диво магаре и заек, обитават обширни открити пространства. И трите вида, заради биологията си, са степни обитатели. По този начин може да се предположи, че ландшафтът в околността на селището е представлявал съвкупност от различни видове растителни биотопи.
Данни от археоботанически изследвания от Елена Маринова от съседни раннонеолитни селища позволяват да се направи реконструкция на земеделието и ползването на околната растителност през неолита за региона на Овчарово – гората. Те показват комбинация от трите основни културни житни вида (еднозърненка, двузърненка и ечемик), които са познати и от Ранния Неолит на Тесалия и Анатолия. Количествено преобладаващата житна култура в пробите от Североизточна България е плевестият ечемик, което показва съществена разлика спрямо южните части на страната, където основните житни култури още от най-ранните фази на неолита са плевестите пшеници – еднозърненка и двузърненка. Останалите основни елементи на неолитния инвентар от културни растения също са представени още в най-ранните фази на неолита в региона. Това са разнообразни бобови култури (леща, грах и секирче), както и лен.

## Хронология
Въз основа на общо осемнайсет C–14 дати заселването на Овчарово – гората започва ок. 5700 и приключва най-късно 5400 calBC. Повечето дати не надвишават границата от 5500 calBC, което позволява да се приеме един времеви отрязък на съществуване на селището между 200 и максимум 300 години. В рамките на този период не могат да бъдат направени разграничения. Серията дати от Овчарово-гората се вписва добре в абсолютната хронология на неолита в Северна България, която, погледната като цяло, предлага една завършена картина на културното развитие през 6 хил. пр. Хр.

## Публикации
Обектът е споменат за първи път през 1983 г. от Хенриета Тодорова в монографията за халколитната селищна могила край Овчарово. Там тя очертава т. нар. „култура Овчарово“ като североизточнобългарски вариант на развития ранен Неолит. През 1986 г. излиза една статия на Гюнтер Нобис за животинските кости от селището, която е публикувана дословно две години по-късно в Studia Praehistorica. През 1988 г. е публикувана една съвместна статия на Нгуен Ван Бин и Илка Ангелова за артефактите от кремък. През 1988 г. и 1992 г. Ангелова публикува предварителни отчети за разкопките в Овчарово – гората, първо на български, а после и на руски език. На тези предварителни публикации се позовават по-късно редица други автори във връзка с ранния неолит на Източните Балкани. За преработването на разкопките бяха публикувани различни предварителни доклади. Крайните резултати от разкопките са публикувани от Райко Краус през 2014 г.